# Unione Sportiva Sassuolo Calcio 1989-1990
Questa voce raccoglie le informazioni riguardanti l'Unione Sportiva Sassuolo Calcio nelle competizioni ufficiali della stagione 1989-1990.

## Rosa
| N. |                   | Ruolo | Calciatore          |
| -- | ----------------- | ----- | ------------------- |
|    | Italia (bandiera) |       | Aldrovandi          |
|    | Italia (bandiera) | P     | Luigi Bertolini     |
|    | Italia (bandiera) | C     | Italo Bertolutti    |
|    | Italia (bandiera) | D     | Gianluca Bizzarri   |
|    | Italia (bandiera) | D     | Luciano Briga       |
|    | Italia (bandiera) | A     | Gianfranco Campioli |
|    | Italia (bandiera) | A     | Sergio D'Agostino   |
|    | Italia (bandiera) | D     | Domenico Di Gesú    |
|    | Italia (bandiera) | C     | Luigi Iazzetta      |
|    | Italia (bandiera) | A     | Roberto Mantovani   |
|    | Italia (bandiera) | D     | Giuseppe Margiotta  |
|    | Italia (bandiera) | D     | Wainer Meglioli     |

| N. |                   | Ruolo | Calciatore          |
| -- | ----------------- | ----- | ------------------- |
|    | Italia (bandiera) | D     | Maurizio Negri      |
|    | Italia (bandiera) | C     | Francesco Residori  |
|    | Italia (bandiera) | C     | Mauro Roberto       |
|    | Italia (bandiera) | A     | Marco Samaritani    |
|    | Italia (bandiera) | D     | Giovanni Scacchetti |
|    | Italia (bandiera) | C     | Marco Schenardi     |
|    | Italia (bandiera) | C     | Riccardo Secci      |
|    | Italia (bandiera) | P     | Marco Silvestri     |
|    | Italia (bandiera) | D     | Marco Silvestri     |
|    | Italia (bandiera) | A     | Mario Tavaglione    |
|    | Italia (bandiera) |       | Vescovini           |
|    | Italia (bandiera) | C     | Fulvio Zuccheri     |

## Risultati

### Serie C2

#### Girone di andata
| 17 settembre 1989 1ª giornata | Sassuolo | 1 – 1 | Virescit Bergamo |  |

| 24 settembre 1989 2ª giornata | Solbiatese | 1 – 0 | Sassuolo |  |

| 1º ottobre 1989 3ª giornata | Sassuolo | 0 – 1 | Centese |  |

| 8 ottobre 1989 4ª giornata | Valdagno | 0 – 0 | Sassuolo |  |

| 15 ottobre 1989 5ª giornata | Sassuolo | 0 – 0 | Juventus Domo |  |

| 22 ottobre 1989 6ª giornata | Palazzolo | 2 – 2 | Sassuolo |  |

| 29 ottobre 1989 7ª giornata | Ravenna | 0 – 0 | Sassuolo |  |

| 5 novembre 1989 8ª giornata | Sassuolo | 1 – 2 | Cittadella |  |

| 12 novembre 1989 9ª giornata | Suzzara | 0 – 0 | Sassuolo |  |

| 19 novembre 1989 10ª giornata | Sassuolo | 1 – 1 | Pro Sesto |  |

| 26 novembre 1989 11ª giornata | Pergocrema | 1 – 0 | Sassuolo |  |

| 3 dicembre 1989 12ª giornata | Sassuolo | 1 – 0 | Treviso |  |

| 10 dicembre 1989 13ª giornata | Ospitaletto | 0 – 1 | Sassuolo |  |

| 17 dicembre 1989 14ª giornata | Sassuolo | 1 – 2 | SPAL |  |

| 30 dicembre 1989 15ª giornata | Sassuolo | 0 – 0 | Varese |  |

| 7 gennaio 1990 16ª giornata | Orceana | 3 – 0 | Sassuolo |  |

| 14 gennaio 1990 17ª giornata | Sassuolo | 1 – 1 | Legnano |  |

#### Girone di ritorno
| 28 gennaio 1990 18ª giornata | Virescit Bergamo | 0 – 0 | Sassuolo |  |

| 4 febbraio 1990 19ª giornata | Sassuolo | 1 – 1 | Solbiatese |  |

| 11 febbraio 1990 20ª giornata | Centese | 2 – 0 | Sassuolo |  |

| 18 febbraio 1990 21ª giornata | Sassuolo | 0 – 2 | Valdagno |  |

| 4 marzo 1990 22ª giornata | Juventus Domo | 1 – 1 | Sassuolo |  |

| 11 marzo 1990 23ª giornata | Sassuolo | 0 – 1 | Palazzolo |  |

| 18 marzo 1990 24ª giornata | Sassuolo | 1 – 1 | Ravenna |  |

| 25 marzo 1990 25ª giornata | Cittadella | 0 – 0 | Sassuolo |  |

| 1º aprile 1990 26ª giornata | Sassuolo | 2 – 1 | Suzzara |  |

| 8 aprile 1990 27ª giornata | Pro Sesto | 2 – 2 | Sassuolo |  |

| 14 aprile 1990 28ª giornata | Sassuolo | 2 – 1 | Pergocrema |  |

| 29 aprile 1990 29ª giornata | Treviso | 2 – 1 | Sassuolo |  |

| 6 maggio 1990 30ª giornata | Sassuolo | 2 – 3 | Ospitaletto |  |

| 13 maggio 1990 31ª giornata | SPAL | 5 – 1 | Sassuolo |  |

| 20 maggio 1990 32ª giornata | Varese | 0 – 0 | Sassuolo |  |

| 27 maggio 1990 33ª giornata | Sassuolo | 2 – 0 | Orceana |  |

| 3 giugno 1990 34ª giornata | Legnano | 4 – 2 | Sassuolo |  |